# 2005 في السويد
فيما يلي قوائم الأحداث التي وقعت خلال عام 2005 في السويد.

## أفلام
من الأفلام التي صدرت هذه السنة في السويد:
- 1 يناير – أفضل الأمهات من إخراج كلاوس هارو.
- 2 سبتمبر – زوزو من إخراج جوزيف فارس.[1]

## كتب
من الكتب التي صدرت هذه السنة في السويد:
- 1 يناير – الفتاة ذات وشم التنين من تأليف ستيج لارسون.

## وفيات

### ديسمبر
- 25 ديسمبر – بيرجيت نيلسون (مواليد 1918)[2]